# 杜詩鏡銓
《杜詩鏡銓》是清朝楊倫作品，凡二十卷。
楊倫是乾隆四十六年（1781年）進士，历任邑宰。晚年主讲武昌江汉书院。自称用功杜诗近二十年，而《镜铨》之名取自杜诗《秋日夔府咏怀奉寄郑监李宾客一百韵》“金篦空刮眼，镜象未离铨”之句。該書是最为晚出的杜诗全注本，楊倫詮注杜甫詩文以朱鹤龄的《辑注杜工部集》为底本，乃避仇兆鳌注之煩瑣，以精简著称。但在考訂上並没有多少新的见解。乾隆五十六年（1792年）初刻，即九柏山房刻本。同治十一年（1872年），時任四川總督吴棠重刻於成都四川節署，附张晋《读书堂杜工部文集注解》二卷，是爲望三益齋本。郭绍虞评此书：“以精简着称。不穿凿，不附会，不矜奇，不逞博，而平正通达，自使少陵精神跃然纸上。”